# NGC 895

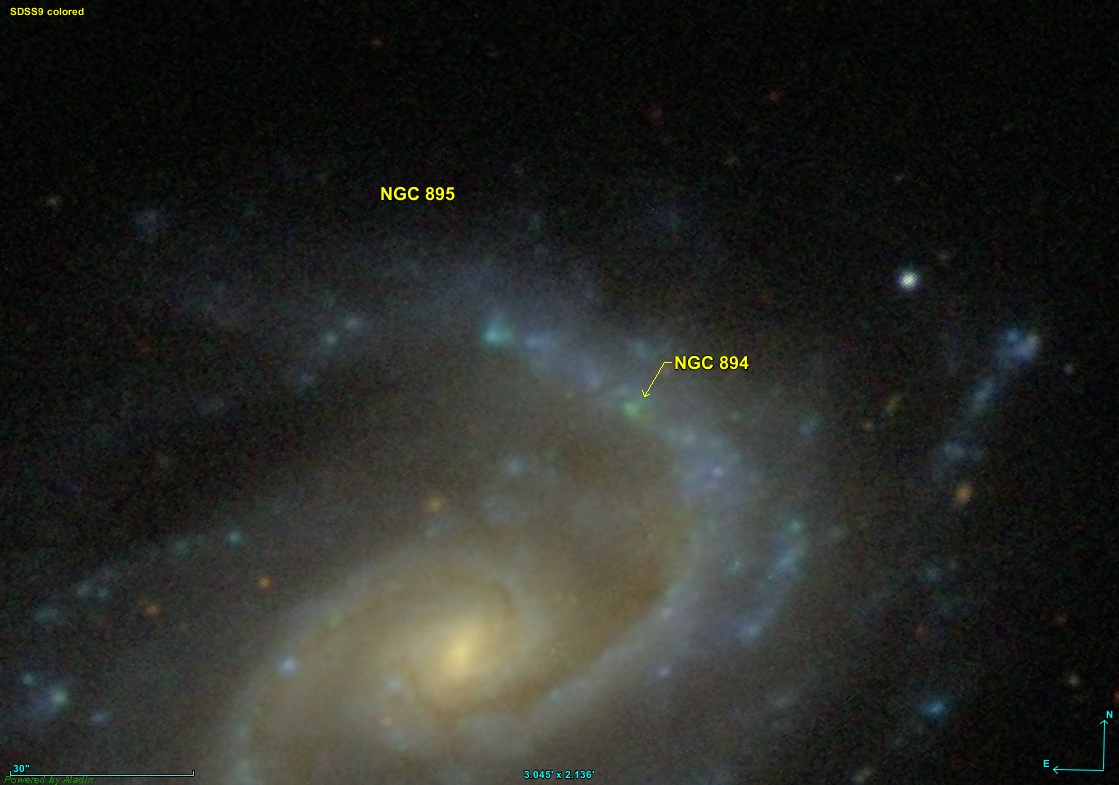
SDSS-Aufnahme mit markiertem nordwestlichem Spiralarm, der von Mitchell irrtümlich als separater Nebel erfasst wurde

NGC 895 ist eine Spiralgalaxie vom Typ Sc im Sternbild Walfisch mit zwei hellen, gut abgrenzbaren und leicht asymmetrischen Armen. Sie weist ein geringes Masse-Leuchtkraft-Verhältnis von etwa 3 auf. Ihre Rotationsgeschwindigkeit wurde auf etwa 140 bis 150 km/s geschätzt.
Das Objekt wurde von dem Astronomen William Herschel im Jahr 1785 mit Hilfe seines 18,7-Zoll-Reflektors entdeckt und fand so später den Weg in den New General Catalogue. Der Eintrag NGC 894 geht auf den nordwestlichen Spiralarm dieser Galaxie zurück. Die Beobachtung, die zu diesem Eintrag führte, wurde am 28. November 1856 von Herschels Assistenten R. J. Mitchell gemacht. Im Jahre 2003 wurde in NGC 895 die Supernova SN 2003id beobachtet.